# Jernbanefærge
En jernbanefærge er en færge designet til at overføre jernbanevogne og derved at forbinde to eller flere jernbaner på landjorden.

## Færgeruter i Danmark
Første overfart i Danmark var forbindelsen på Lillebælt, der kom i 1872. Derefter kom overfarten over Storebælt i 1883. Disse 2 ruter blev toneangivende for de andre ruter, som DSB havde andel i. Bl.a. havde skibene standard-dimensioner, som passede ind i de færgelejer, der blev anlagt i andre færgehavne. Færgerne kunne derved flyttes rundt imellem ruterne efter behov.
DSB's ruter til udlandet blev normalt drevet i samarbejde med det jernbaneselskab, som overfarten gik til. Dog var Helsingør-Helsingborg en ren DSB-rute, indtil rutens organisation blev omlagt i 1991, ved at aktiviteterne lagdes sammen med det svenske selskab SweFerry i et samarbejde med navnet Scandlines. Her anskaffedes 2 nye jernbanefærger med en ny form.
I 1995 blev færgedriften udskilt til DSB rederi A/S, og i 1997 ændredes navnet på rederiet til Scandlines A/S.
Andre rederier har også medtaget jernbanevogne på ruter i og til/fra Danmark.

### Ruter med Storebæltsform
- Korsør – Nyborg, 1883 – 1997, erstattet af Storebæltsforbindelsen
- Københavns Frihavn – Malmö, Sverige, 1895 – 1986. Blev erstattet af ruten til Helsingborg.
- Gedser – Warnemünde, Tyskland, 1903 – 1995. Dog havde de første færger til ruten en anden form.
- Gedser – Großenbrode Kai, Tyskland, 1951 – 1963.
- Rødby – Puttgarden, Tyskland 1963 - 2019.

### Ruter med Lillebæltsform
- Strib – Fredericia, 1872 – 1935, erstattet af Lillebæltsbroen
- Oddesund Syd – Oddesund Nord, 1883 – 1938, erstattet af Oddesundbroen.
- Masnedø – Orehoved, 1884 – 1937, erstattet af Storstrømsbroen
- Glyngøre – Nykøbing Mors, 1889 – 1977
- Helsingør – Helsingborg, Sverige, 1892 – 2000, siden da kun været bilfærge

### Rute med stor Storebæltsform
- Københavns Frihavn – Helsingborg, Sverige (Danlink) 1986 – 2000

Rutens færger havde samme form som de nye Intercityfærger på Storebælt.

### Andre ruter
Følgende ruter har overført godsvogne som en supplement til den øvrige trafik.
- Faaborg – Mommark, 1922 – 1962.
- Assens – Aarøsund, 1923 – 1950.
- Svendborg – Rudkøbing, 1926 – 1962.
- Hvalpsund – Sundsøre, 1927 – 1969.
- Svendborg – Ærøskøbing, 1931 – 1994.
- Hirtshals – Kristiansand, Norge, 1958 – 1991
- Frederikshavn – Göteborg, Sverige, 1987 -